# 加利納 (伊利諾伊州)
加利納（英語：Galena）是一個位於美國伊利諾伊州喬戴維斯縣的城市。根據2010年美國人口普查，該地人口為3429人，而該地的面積約為11.43平方千米。同時該地也是喬戴維斯縣的縣治。

## 地理
加利納的座標為42°25′00″N 90°26′00″W / 42.41667°N 90.43333°W，而該地的平均海拔高度為193米（即633英尺）。